# Enkhbatyn Badar-Uugan
Enkhbatyn Badar-Uugan (født 3. juni 1985 i Ulan Bator) er en mongolsk amatørbokser, som konkurrerer i vægtklassen bantamvægt. Badar-Uugans største internationale resultater er en guldmedalje fra Sommer-OL 2008 i Beijing, Kina og en sølvmedalje fra VM i 2007 i Chicago, USA. OL-guldet i 2008 blev vundet i finalen, hvor han besejrede Yankiel Leon fra Cuba.